# Барбоза, Жозе Луис
Жозе Луис Барбоза (порт.-браз. José Luís Barbosa; род. 27 мая 1961, Трес-Лагоас, Мату-Гросу-ду-Сул), также известный как Зекинья Барбоза (порт.-браз. Zequinha Barbosa) — бразильский легкоатлет, специалист по бегу на средние дистанции. Выступал за сборную Бразилии по лёгкой атлетике в 1980-х и 1990-х годах, обладатель серебряной и бронзовой медалей чемпионатов мира, чемпион мира в помещении, бронзовый призёр Игр доброй воли, чемпион Панамериканских игр, чемпион Южной Америки, действующий рекордсмен Южной Америки и Бразилии в беге на 800 метров в помещении, участник четырёх летних Олимпийских игр. Тренер по лёгкой атлетике.

## Биография
Жозе Луис Барбоза родился 27 мая 1961 года в муниципалитете Трес-Лагоас, штат Мату-Гросу-ду-Сул.
Первого серьёзного успеха на международном уровне добился в сезоне 1981 года, когда вошёл в состав бразильской сборной и выступил на чемпионате Южной Америки в Ла-Пасе, где стал серебряным призёром в зачёте бега на 800 метров и вместе с соотечественниками одержал победу в эстафете 4 × 400 метров.
В 1983 году в тех же дисциплинах победил на чемпионате Южной Америки в Санта-Фе, стартовал на впервые проводившемся чемпионате мира по лёгкой атлетике в Хельсинки, завоевал серебряные награды на Панамериканских играх в Каракасе. На иберо-американском чемпионате в Барселоне взял бронзу в беге на 800 метров и в эстафете 4 × 100 метров, тогда как в эстафете 4 × 400 метров получил серебро.
Благодаря череде успешных выступлений в 1984 году удостоился права защищать честь страны на летних Олимпийских играх в Лос-Анджелесе — бежал 800 метров и эстафету 4 × 400 метров, в обоих случаях дошёл до стадий полуфиналов.
В 1987 году в дисциплине 800 метров был лучшим на чемпионате мира в помещении в Индианаполисе, выиграл серебряную медаль на Панамериканских играх в Индианаполисе и бронзовую медаль на чемпионате мира в Риме.
Принимал участие в Олимпийских играх 1988 года в Сеуле — на дистанции 800 метров занял итоговое шестое место, в то время как на дистанции 1500 метров не смог преодолеть предварительный квалификационный этап.
В 1989 году в дисциплине 800 метров стал серебряным призёром на чемпионате мира в помещении в Будапеште, на международном турнире в греческом Пирее превзошёл всех соперников, установив при этом ныне действующий рекорд Южной Америки и национальный рекорд Бразилии в помещении — 1:45.43.
В 1990 году выиграл бронзовую медаль на Играх доброй воли в Сиэтле, завоевал золото на домашнем иберо-американском чемпионате в Манаусе.
На чемпионате мира 1991 года в Токио пришёл к финишу вторым, уступив в финале 800-метровой дисциплины кенийцу Билли Кончеллаху. На международном старте в итальянском Риети установил свой личный рекорд на открытом стадионе — 1:43.08.
В 1992 году в беге на 800 метров финишировал четвёртым на Олимпийских играх в Барселоне и на Кубке мира в Гаване.
В 1993 году бежал 800 метров на чемпионате мира в помещении в Торонто и на чемпионате мира в Штутгарте.
В 1994 году занял шестое место на Играх доброй воли в Санкт-Петербурге и седьмое место на Кубке мира в Лондоне.
В 1995 году на Панамериканских играх в Мар-дель-Плате одержал победу в беге на 800 метров и стал четвёртым в эстафете 4 × 400 метров. Также выиграл 800 метров на чемпионате Южной Америки в Манаусе, стартовал на чемпионате мира в Гётеборге.
В 1996 году отметился выступлением на Олимпийских играх в Атланте — в программе бега на 800 метров дошёл до полуфинала.
На чемпионате мира 1997 года в Афинах остановился на четвертьфинальной стадии 800-метровой дисциплины.
Завершил спортивную карьеру по окончании сезона 2000 года.
Впоследствии постоянно проживал в США, работал тренером по кроссу и бегу на стадионе в старших школах в Эль-Кахоне и Сан-Диего. С декабря 2021 года — тренер легкоатлетической команды Университета Белвью в Небраске.